# Tzeltalia esenbeckii
Tzeltalia esenbeckii là loài thực vật có hoa trong họ Cà. Loài này được M. Martínez & O. Vargas mô tả khoa học đầu tiên năm 2005.